# 3 Doors Down
A 3 Doors Down egy amerikai rockegyüttes, amely a Mississippi állambeli Escatawpában alakult, 1996-ban. A zenekar eredetileg Brad Arnold énekes, dobosból, Todd Harrell basszusgitárosból és Matt Roberts gitárosból állt.
1997-ben hozzájuk csatlakozott gitárosként Chris Henderson, majd később dobosként Richard Liles, akik az első lemezük összeállításában részt vettek.

## Szerepléseik
Az együttes a nevét onnan kapta, hogy miközben sétált az együttes későbbi három alaptagja, akik gyerekkoruktól ismerték egymást, láttak egy épületet, melynek feliratából leesett pár betű, ők pedig a leesett betűk helyére a hármas számot hozzáképzelték.
A 2011-es albumuk is arra utal, hogy hárman voltak eredetileg, de mára már 5-en vannak.

2000-ben létrejött első albumuk, a The Better Life. Ez az albumuk az év lemeze lett és hatszoros platinalemez lett az Egyesült Államokban. A zenekar elég nagy hírnevet szerzett a Kryptonite számukkal, amely az első lemezűkön szerepelt.
Második albumuk a Away from the Sun (2002), mely szintén sokszoros platinalemez lett az Egyesült Államokban. Sikeres lemezük volt az Away from the Sun, a lemez "When I'm Gone" ill. "Here Without You" számai egyúttal sikeres videóklipek is lettek.
További lemezeik:
- The Better Life (2000), amely a 11. legtöbbet eladott album lett az évben.
- Away from the Sun (2002), mely a nyolcadik helyen debütált a Billboard 200 -as listáján.
- Seventeen Days (2005), amely az első helyen debütált.
- 3 Doors Down (2008), szintén az első helyen debütált.
- Time of My Life (2011), mely a harmadik helyen debütált.
- Us And The Night (2016)

2012-ben Matt Roberts egészségi problémák miatt nem játszott tovább az együttesben. Harrellt közúti balesetben elkövetett emberöléssel vádolták, ezért helyét Justin Biltonen vette át 2013-ban.
A zenekar több mint 20 millió albumot adott el világszerte.

## Tagok
- Brad Arnold
- Chris Henderson
- Greg Upchurch
- Chet Roberts
- Justin Biltonen